# Hilary McCloy
Hilary A. McCloy (1982) è un'ex sciatrice alpina statunitense.

## Biografia
Attiva dal dicembre del 1997, in Nor-Am Cup la McCloy esordì il 2 gennaio 1998 a Waterville Valley in slalom speciale, senza completare la prova, e ottenne la prima vittoria, nonché primo podio, il 4 gennaio 2002 a Hunter Mountain in slalom gigante; in quella stessa stagione 2001-2002 conquistò, nel giro di pochi giorni, tutti gli altri suoi 4 podi nel circuito continentale nordamericano, tra i quali un'altra vittoria, il 6 gennaio sempre a Hunter Mountain in slalom speciale, e l'ultimo della sua carriera, il 9 gennaio a Okemo in slalom gigante (2ª), e vinse la classifica di slalom gigante. Prese per l'ultima volta il via in Nor-Am Cup il 5 gennaio 2005 a Mont-Sainte-Anne in slalom gigante (19ª) e si ritirò al termine della stagione 2005-2006; la sua ultima gara fu uno slalom speciale FIS disputato il 5 aprile a Killington, chiuso dalla McCloy al 20º posto. Non debuttò in Coppa del Mondo né prese parte a rassegne olimpiche o iridate.

## Palmarès

### Nor-Am Cup
- Miglior piazzamento in classifica generale: 2ª nel 2002
- Vincitrice della classifica di slalom gigante nel 2002
- 5 podi:
  - 2 vittorie
  - 2 secondi posti
  - 1 terzo posto

#### Nor-Am Cup - vittorie
| Data           | Località        | Paese       | Specialità |
| -------------- | --------------- | ----------- | ---------- |
| 4 gennaio 2002 | Hunter Mountain | Stati Uniti | GS         |
| 6 gennaio 2002 | Hunter Mountain | Stati Uniti | SL         |

Legenda:

GS = slalom gigante

SL = slalom speciale